# جام حذفی فوتبال تهران ۱۳۴۹
جام حذفی فوتبال تهران ۱۳۴۹ یک دوره مسابقات فوتبال بود که در تابستان ۱۳۴۹ با حضور ۱۴ تیم تهرانی برگزار شد و با قهرمانی تیم پاس و نائب قهرمانی تاج پایان یافت.

## مرحله مقدماتی
بازی‌ها با حضور ۱۶ تیم دسته اول باشگاه‌های تهران ۱۳۴۸ و در ۴ گروه چهار تیمی برگزار شد. بر طبق برنامه اعلام شده تیم‌های صدرنشین هر گروه به مرحله نهایی می‌رسیدند. تیم گارد در زمان مقرر شده برای اعلام اسامی بازیکنان تیم‌ها اقدام به معرفی بازیکنان خود نکرد و فدراسیون فوتبال این تیم را از رقابت‌ها کنار گذاشت. تیم پیکان نیز که در آن زمان در ایران حضور نداشت از حضور در این بازی‌ها انصراف داد.

## مرحله نهایی
پاس، تاج، عقاب و برق به عنوان تیم‌های سر گروه گروه‌های چهارگانه گروه نهایی را تشکیل دادند. در این مرحله بر خلاف روند معمول بازی‌های حذفی که با دو بازی نیمه‌نهایی و یک بازی فینال انجام می‌شود تیم‌ها به صورت دوره‌ای بازی کردند و خبری از نیمه‌نهایی و فینال نبود. دو تیم پاس و تاج دو بازی اول خود را بردند و بازی سوم این دو تیم حالتی شبیه فینال را نیز یافت: پاس تنها در صورت پیروزی قهرمان می‌شد اما تاج که تفاضل گل بهتری داشت با یک تساوی نیز به عنوان قهرمانی می‌رسید. بازی دو تیم در نهایت با پیروزی ۳–۱ پاس به پایان رسید تا تیم پاس علاوه بر پیروزی بر رقیب دیرینه به عنوان قهرمانی نیز دست یابد.
| رده | باشگاه | بازی | برد | مساوی | شکست | زده | خورده | تفاضل | امتیاز |
| --- | ------ | ---- | --- | ----- | ---- | --- | ----- | ----- | ------ |
| ۱   | پاس    | ۳    | ۳   | ۰     | ۰    | ۶   | ۲     | ۴+    | ۶      |
| ۲   | تاج    | ۳    | ۲   | ۰     | ۱    | ۹   | ۴     | ۵+    | ۴      |
| ۳   | برق    | ۳    | ۱   | ۰     | ۲    | ۲   | ۸     | ۶-    | ۲      |
| ۴   | عقاب   | ۳    | ۰   | ۰     | ۳    | ۱   | ۴     | ۳-    | ۰      |

## قهرمان
| قهرمان جام حذفی تهران ۱۳۴۹ |
| -------------------------- |
| پاس                        |
| دومین قهرمانی              |